# Rustin negàa
I rustin negàa (in milanese, al plurale, rostitt negàa, in italiano traducibile come "arrostini annegati") sono un piatto tipico della cucina milanese.

## Descrizione
L'ingrediente base della pietanza consiste in nodini di vitello: infarinati e rosolati in burro e pancetta per pochi minuti, i nodini devono essere poi sfumati con vino bianco e messi a cuocere in brodo per almeno 40 minuti a fuoco lento. Secondo la ricetta tradizionale i nodini devono essere alti tra i 2 e i 3 centimetri, mentre il brodo dovrebbe essere preparato con carne di manzo, gallina, cipolle, carote, sedano e pomodoro. Il piatto, consumato come secondo, è consumato con vini rossi corposi e robusti, ad esempio secondo la tradizione locale con un Valtellina superiore Inferno. La pietanza è citata nel celebre ricettario di Pellegrino Artusi come "arrosto morto", mentre nel dizionario milanese di Francesco Cherubini è presente la dizione "rost negàa".